# Hiltrud Kier

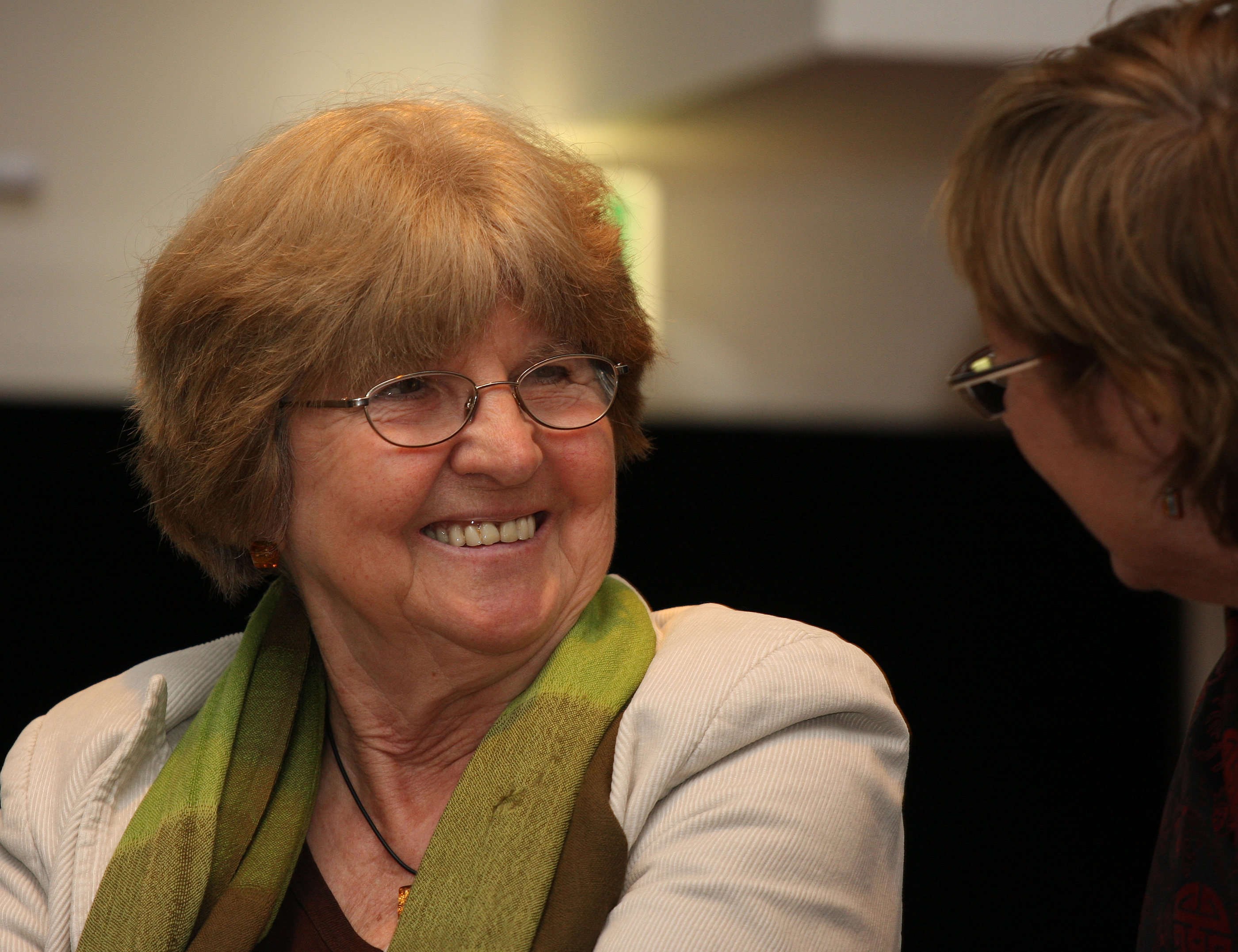
Hiltrud Kier (2010)

Hiltrud Kier, geborene Arnetzl (* 30. Juni 1937 in Graz), ist eine österreichische Kunsthistorikerin, Hochschullehrerin, ehemalige Kölner Stadtkonservatorin (Denkmalpflegerin) und ehemalige Generaldirektorin der Museen der Stadt Köln. Sie machte die Denkmalpflege weit über die Grenzen der Stadt Köln populär und setzte sich engagiert u. a. für die Bauten der 1950er Jahre ein. Zu den wichtigsten Leistungen ihrer Amtszeit zählen außerdem der Erhalt und Wiederaufbau der zwölf großen romanischen Kirchen Kölns und die Ausrufung des Jahrs der Romanischen Kirchen 1985 mit zahlreichen Veranstaltungen.

## Leben
Nach Hiltrud Arnetzls Matura im Jahr 1955 in Graz und einem anschließenden Studienaufenthalt in London folgte ein Studium der Kunstgeschichte mit den Nebenfächern Musikwissenschaft und Klassische Archäologie in Wien (1956–1959) und Köln (1959–1968), das sie mit der Promotion zum Dr. phil. mit der Dissertation „Der mittelalterliche Schmuckfußboden“ bei Heinz Ladendorf mit der Bewertung Summa cum laude abschloss. Im selben Jahr war Hiltrud Kier, die 1959 geheiratet hatte, Gründungsmitglied des Ulmer Vereins, einer Vereinigung junger Kunsthistoriker, die sich vom etablierten Verband Deutscher Kunsthistoriker abgespaltet hatte.
Nach einem Volontariat beim Landeskonservator Rheinland in Bonn folgten ein Stipendium der Fritz Thyssen Stiftung zur Bearbeitung der Kölner Neustadt (1973–1976), ein Forschungsauftrag der Deutschen Forschungsgemeinschaft sowie ein Werkvertrag mit der Stadt Köln (1976–1978) zur Erstellung des Verzeichnisses erhaltenswerter Bausubstanz, der späteren Kölner Denkmalliste. Im Jahr 1975 organisierte sie mit dem Verband Deutscher Kunsthistoriker die Tagung „Die Kunst, unsere Städte zu erhalten“ in Köln.
Kier war vom 1. August 1978 bis zum 30. November 1990 Stadtkonservatorin von Köln, in der Nachfolge von Fried Mühlberg. Parallel war sie 1980 bis 1993 Vorsitzende des Arbeitskreises Denkmalschutz beim Städtetag Nordrhein-Westfalen. Ende 1990 übernahm sie von Hugo Borger die Generaldirektion der Museen der Stadt Köln sowie die Leitung der Kölner Bodendenkmalpflege, die dazu aus ihrer bisherigen Einordnung in das Römisch-Germanische Museum gelöst wurde. Nach Konflikten mit Museumsdirektoren entließ der Oberstadtdirektor sie 1993 aus ihrer Funktion. Zugleich wurde für sie die neue Position einer „Leiterin des Wissenschaftliche Forschungsreferats der Kölner Museen“ geschaffen, die sie bis 1997 innehatte.
Zudem ist Kier von 1988 an Honorarprofessorin am Kunsthistorischen Institut der Rheinischen Friedrich-Wilhelms-Universität Bonn, eine Tätigkeit, die sie nach 1997 intensivierte. Darüber hinaus wirkte sie als aktives Vorstandsmitglied des Verbandes Deutscher Kunsthistoriker (1988–1997), als Vorstandsmitglied des Architekturforums Rheinland (2002–2008) sowie erneut als Vorstandsmitglied des Fördervereins Romanische Kirchen Köln. Kier ist Zweite stellvertretende Vorsitzende des 2024 gegründeten Fördervereins Frauen-Media-Turm in Köln, der sich für die Sicherung des Archivs zur Geschichte der Frauenbewegung und Emanzipation im deutschsprachigen Raum engagiert.
Hiltrud Kier ist verheiratet mit dem Musikwissenschaftler Herfrid Kier, Mutter von vier Kindern und lebt heute in Zülpich.

## Inhaltliche Schwerpunkte
Hiltrud Kier hat in ihrer Zeit als Denkmalkonservatorin das Bewusstsein für Denkmalpflege in breiten Bevölkerungsschichten geschärft und zahlreiche Maßnahmen und Projekte angestoßen, die weit bis in die Gegenwart Wirkung entfalten. Neben der alltäglichen denkmalpflegerischen Arbeit wie etwa der Überwachung denkmalpflegerischer Maßnahmen war sie von Beginn an an der Entwicklung des Denkmalschutzgesetzes für Nordrhein-Westfalen beteiligt. Zahlreiche Entwicklungen in Köln tragen ihre Handschrift, so etwa die Erhöhung der „Frauenquote“ und das Sponsoring der 120 Figuren des restaurierten Kölner Rathausturms. Auch die Restaurierung des ehemaligen Kölner Gestapogefängnisses (EL-DE-Haus) und die Errichtung einer Gedenkstätte dort fallen in ihre Amtszeit.

### Kölner Neustadt
Zu Beginn ihres denkmalpflegerischen Werdegangs und in der ersten Zeit ihrer Tätigkeit als Denkmalkonservatorin engagierte sich Hiltrud Kier für den Erhalt der Kölner Neustadt, vor allem der bis dahin nicht als denkmalwerte Objekte wahrgenommenen Gründerzeithäuser. In diesem Zusammenhang stehen ihre grundlegenden Publikationen zur Kölner Neustadt, mit denen sie eine kontroverse Diskussion um eine grundsätzliche Neubewertung historistischer Architektur anstieß. In diesen Themenkreis gehören auch die Veranstaltung der Tagung „Die Kunst, unsere Städte zu erhalten“, 1975 in Köln sowie die erstmalige Inventarisierung der Baudenkmäler auf Denkmallisten.

### Wiederaufbau der Romanischen Kirchen Kölns
Zum Ende der 1970er Jahre stagnierte der Wiederaufbau der kriegsversehrten romanischen Kirchen Kölns: Groß St. Martin war ohne Langhaus, der Kleeblattchor von St. Maria im Kapitol hinter einer provisorischen Wand verborgen, das Dekagon von St. Gereon unzugänglich, das westliche Querhaus von St. Kunibert noch eine Ruine. Um Bewegung in den Aufbau zu bringen, initiierte Kier 1981 die Gründung des Fördervereins Romanische Kirchen Köln und proklamierte zusammen mit dem ehemaligen Diözesanbaumeister, Wilhelm Schlombs, das  „Jahr der Romanischen Kirchen“ (1985) als Zielpunkt für die Beseitigung der meisten Kriegsschäden. Dieses Engagement stieß auf ein großes Echo in der Bevölkerung; der Verein gewann bereits innerhalb eines Jahres 4000 Mitglieder. Vier Bände der von Kier ins Leben gerufenen wissenschaftlichen Buchreihe „Stadtspuren – Denkmäler in Köln“ beschäftigen sich mit Kölns romanischen Kirchen.

### Neubewertung der Nachkriegsarchitektur
Anfang der 1980er Jahre schrieb Kiers Behörde die Kölner Denkmalliste fort, indem teilweise vom Abriss bedrohte Objekte aus der Zeit nach dem Zweiten Weltkrieg aufgenommen wurden, und warb um ein neues Bewusstsein für diese Bauepoche. In der von ihr herausgegebenen „Stadtspuren“-Ausgabe von 1986 wurden rund 900 „qualitätsvolle“ Bauten und Ensembles beschrieben, erbaut zum Teil von namhaften Architekten wie Wilhelm Riphahn, Fritz Schaller, Karl Band und Rudolf Schwarz.

### Patenschaften für den Kölner Melaten-Friedhof
1981 führte sie als Kölner Stadtkonservatorin ein Patenschaftssystem für den Melaten-Friedhof ein, das seither von vielen Städten übernommen wurde: Paten sorgen für die Restaurierung und den Erhalt historischer Grabmale und erhalten als Gegenleistung ein Anwartsrecht auf die Grabstelle. Nutzungsgebühren fallen erst bei einer tatsächlichen neuen Bestattung an.

### Öffentlichkeitsarbeit und Bewusstseinsbildung für die Denkmalpflege
Ein wesentlicher Schwerpunkt der Arbeit Kiers ist die Bewusstseinsbildung für die Denkmalpflege. In ihrer Amtszeit in Köln nutzte sie alle zur Verfügung stehenden Kanäle und Mittel, um ihr Anliegen in die Öffentlichkeit zu tragen. Zahlreiche populärwissenschaftliche Publikationen, Vortragsveranstaltungen und Führungen gehörten ebenso dazu wie die Publikation eines Kirchenführers für Kinder sowie niedrigschwellige Ausstellungen etwa in den Räumen der Stadtsparkasse Köln. 1984 begründete sie die wissenschaftliche Buchreihe des Kölner Stadtkonservatorenamtes Stadtspuren – Denkmäler in Köln. Pressearbeit lief oftmals nicht über das Presseamt, sondern direkt durch sie, was gelegentlich zu lebhaften Diskussionen über die Stellung der Denkmalpflege führte.

## Ehrungen
- Ehrenplakette des Architekten- und Ingenieur-Vereins Köln für Verdienste um die gebaute Umwelt (1982)
- Bundesverdienstkreuz am Bande (31. August 1983),[7] für Verdienste in der Denkmalpflege
- Rheinlandtaler des Landschaftsverbandes Rheinland (2013)[8]

## Veröffentlichungen (Auswahl)
- Der mittelalterliche Schmuckfußboden (= Die Kunstdenkmäler des Rheinlands. Beiheft 14). Düsseldorf 1970.
- Bürgerbauten der Gründerzeit in der Kölner Neustadt. Köln 1973.
- Die Kölner Neustadt (= Arbeitshefte des Landeskonservators Rheinland. Nr. 8). Bonn 1974.
- Schmuckfußböden in Renaissance und Barock. 1976.
- als Hrsg.: Die Kunst, unsere Städte zu erhalten. 1976.
- Die Kölner Neustadt (= Beiträge zu den Bau- und Kunstdenkmälern im Rheinland. Band 23). Düsseldorf 1978.
- Denkmälerverzeichnis Köln-Altstadt und Deutz (= Arbeitshefte des Landeskonservators Rheinland. Nr. 12.1). Köln 1979.
- als Hrsg.: Reclam-Führer Köln. 1980.
- mit Ulrich Krings: Der Kranz der romanischen Kirchen in Köln. Köln 1980.
- Köln entdecken. Die großen romanischen Kirchen. 1983; 5., komplett überarbeitete Auflage 1993.
- als Hrsg. mit Ulrich Krings: Die romanischen Kirchen. Von den Anfängen bis zum Zweiten Weltkrieg (= Stadtspuren. Denkmäler in Köln. Band 1). Köln 1984.
- mit Wolfram Hagspiel und Ulrich Krings: Köln. Architektur der 50er Jahre. 1986.
- mit Werner Schäfke: Die Kölner Ringe. Geschichte und Glanz einer Straße. 1987.
- Stadtspuren. Köln: Dörfer im linksrheinischen Süden. 1990.
- als Hrsg. mit C. Körber-Leupold und Sven Schütte: Archäologie in Köln. Das archäologische Jahr 1991 (= Archäologie in Köln. Band 1). Greven Verlag, Köln 1992, ISSN 0943-3635.
- Architektur der 50er Jahre. Bauten des Gerling-Konzerns in Köln. 1994.
- Gotik in Köln. 1997.
- mit Karen Lieserfeld und Horst Matzerath (Hrsg.): Architektur der 30er/40er Jahre in Köln. Materialien zur Baugeschichte im Nationalsozialismus. (= Schriften des NS-Dokumentationszentrums der Stadt Köln. Band 5). Emons, Köln 1998, ISBN 3-89705-103-6.
- Kirchen in Köln. 2000.
- Kleine Kunstgeschichte Kölns. 2001.
- mit Ute Chibidziura: Romanische Kirchen in Köln und ihr historisches Umfeld. Mit Fotografien von Georg Esch. J. P. Bachem, Köln 2004.

Rezension von Wolfgang Rosen in: Geschichte in Köln. Band 53, Dezember 2006, S. 183–186.
- als Hrsg. mit Marianne Gechter: Frauenklöster im Rheinland und in Westfalen. Verlag Schnell & Steiner, Regensburg 2004, ISBN 3-7954-1676-0.
- mit Hermann-Josef Reither: St. Georg, Köln (= Schnell Kunstführer. Nr. 2573). Verlag Schnell + Steiner, Regensburg 2005, ISBN 3-7954-6551-6.
- St. Maria vom Frieden, Köln (= Schnell Kunstführer. Nr. 2601). Verlag Schnell + Steiner, Regensburg 2005, ISBN 3-7954-6567-2.
- Rekonstruktionen – ein neuer Baustil? Das Komische in der Kunstgeschichte und Denkmalpflege. In: Roland Kanz (Hrsg.): Das Komische in der Kunst. Böhlau-Verlag, Köln/Weimar/Wien 2007, ISBN 978-3-412-07206-3, S. 281 ff.
- Reclams Städteführer Köln. Reclam, Stuttgart 2008, ISBN 978-3-15-018564-3; 2., durchgesehene und aktualisierte Auflage ebenda 2011.
- Die romanische Kirchen in Köln. Führer zu Geschichte und Ausstattung. J. P. Bachem Verlag, Köln 2014, ISBN 978-3-7616-2842-3.
- Die kleinen romanischen Kirchen. Führer zur Geschichte und Entwicklung Kölner Vororte. J. P. Bachem, Köln 2015, ISBN 978-3-7616-2944-4.